# 馬來炒麵
马来炒面是马来文化国家，像是东南亚的文莱、马来西亚和新加坡的炒面。

## 起源
在文莱、马来西亚和新加坡可以找到许多炒面的衍生变体。 
一种版本认为马来炒面是由海外印度人开发的，这些移民通常是坦米爾穆斯林，他们受到了其他文化的影响，并将其融入到他们的烹饪中。 这种马来炒面风格被认为是该地区独有的菜肴，因为它在印度是找不到的。

## 准备
由于每个餐饮场所采用不同的技术和成分，因此没有标准的方法来制作马来炒面或使用其他类型面条的任何衍生变体。一个典型的方法可能包括炒麵，并加入蔬菜、蛋类和其他成分如豆腐和肉类。印度式马来炒面的常见成分可能包括香料、番茄酱、馬鈴薯、高麗菜和甜酱油。通常在盘子旁边有一片青柠作为装饰。

### 马来西亚

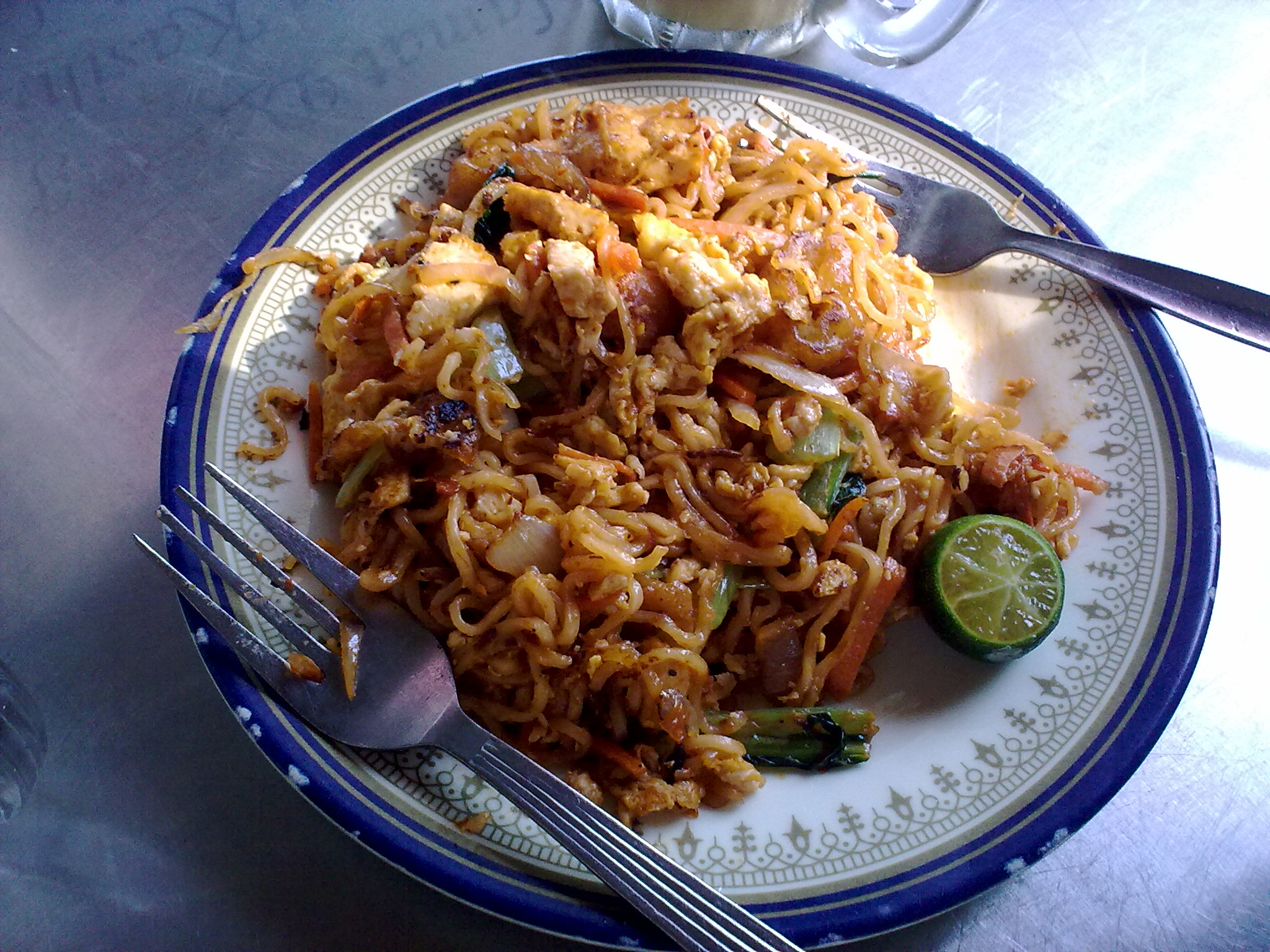
美极炒面

在马来西亚，嘛嘛风格的马来炒面在全国的嘛嘛档准备和销售。嘛嘛马来炒面通常与嘛嘛档提供的印度穆斯林美食联系在一起，被认为是一种融合了中国黄麵与马来和印度菜肴典型的调味料和香料的融合食品。
美极炒面是嘛嘛风格的马来炒面变种。它使用美极方便面，炒前用热水准备，而不是使用新鲜的黄色面条。

### 新加坡
在新加坡，马来炒面经常与典型的印度穆斯林美食联系在一起，以经常使用羊肉等食材而闻名。1970 年代，由华裔餐馆老板们为他们在榜鹅的餐厅开发的一种著名变体是用海鲜、豆芽、香菜和由十二种草药和香料组成的叁巴醬烹制而成。

### 斯里兰卡
由于斯里兰卡马来人的影响，马来炒面也存在于斯里兰卡美食中。